# Michel Reinette
Pour les articles homonymes, voir Reinette (homonymie).
Michel Reinette est un journaliste, scénariste et réalisateur français d'origine guadeloupéenne,. Il est notamment le premier présentateur noir d'un journal télévisé à la télévision française, et rédacteur en chef de l'édition régionale sur France 3 Paris Île-de-France et de l'édition nationale sur France 3. Il est le frère du militant anticolonialiste et indépendantiste Luc Reinette.

## Biographie
Originaire de Guadeloupe, Michel Reinette commence sa carrière en 1971 à la télévision comme présentateur au journal télévisé de Guadeloupe puis il est rédacteur en chef de la rédaction du journal télévisé de Martinique. Il rejoint ensuite l'édition régionale de France 3 Paris Île-de-France où il est rédacteur en chef de la rédaction pendant une dizaine d'années avant d'occuper le même poste à l'édition nationale de France 3 en 2000,. Il présente le journal télévisé à FR3 Le Mans dans les années 1980,, le 19/20 Week-end avec Jean-Claude Perpère puis pendant douze ans le Soir 3 Week-end avec Francis Letellier et Julien Colombani sur France 3. En 2015, il intègre l'équipe de la nouvelle chaîne de télévision locale guadeloupéenne Alizés Télévision. Il est également formateur en audiovisuel auprès de rédacteurs en chef en Asie avec Canal France International.
Son travail de documentariste est axé sur la question coloniale, l'esclavagisme et les droits de l'homme aux Antilles et en Guyane et plus particulièrement en Guadeloupe,,,. Il est défini comme « engagé » et se qualifie d'« indépendantiste apaisé »,. Il soutient la tenue du prix des Amériques insulaires et préside le festival Musiciennes en Guadeloupe.

## Filmographie

### Comme réalisateur
- 1996 : Sang-mêlé (documentaire)[11],[12],[13]
- 2006 : L'Avenir est ailleurs (documentaire)[14],[15],[16] : co-réalisateur avec Antoine Léonard Maestrati
- 2007 : Miles Davis, deux mots, quatre paroles (documentaire)[17]
- 2016 : Le sage et la flûte, sur les pas de Max Cilla (documentaire)[18]
- 2016 : Les derniers « Blancs-Matignon » de la Guadeloupe (documentaire)[19],[20]
- 2024 : Haïti : la rançon de la liberté (documentaire)[21]

### Comme scénariste
- 2006 : L'Avenir est ailleurs (documentaire) d'Antoine Léonard Maestrati[22],[16]
- 2010 : Africa, America (documentaire) de Laurent Champenois[23]
- 2010 : Moi Noire, féminin pluriel (documentaire) de Laurent Champonnois[24]
- 2017 : Le Rêve français (mini-série) de Christian Faure[25] : deux épisodes

### Comme acteur/intervenant
- 1991 : Un vampire au paradis d'Abdelkrim Bahloul[26]
- 1992 : Siméon d'Euzhan Palcy[27] (non crédité)
- 1998 : L'esclavage, crime contre l'humanité (documentaire) de Tony Coco-Viloin[28],[29] : interview
- 1999 : L'avis des bêtes de Élie et Dieudonné[30] : sketch
- 2011 : Le Bonheur d'Elza de Mariette Monpierre[31] : orateur à l'église

## Ouvrages
- Laetitia Fernandez et Michel Reinette, Guadeloupe, Hachette, 1998, 288 p. (ISBN 2-01-242672-7)[32]
- Anne Chopin (préf. Michel Reinette), Guadeloupe duo, Hervé Chopin, 2013, 137 p. (ISBN 978-2-35720-164-4, EAN 9782357201644)[33]
- Anne Chopin (préf. Michel Reinette), Guadeloupe / photographies, Hervé Chopin, 2013, 137 p. (ISBN 978-2-35720-164-4, EAN 9782357201644)[34]

## Distinctions
- Trophées des arts afro-caribéens : Africa, America : nomination dans la catégorie « Documentaire »

## Citation
« Quand on est une victime, on a toujours l'impression d'être coupable. »,,